# قهرمان (فیلم ۱۴۰۰)
قهرمان فیلمی ایرانی به نویسندگی و کارگردانی اصغر فرهادی است که در سال ۱۴۰۰ منتشر شد. در تهیه‌کنندگی این فیلم الکساندر ماله-گی با فرهادی همکاری داشته‌است. این فیلم در شیراز فیلم‌برداری شده و موضوعی اجتماعی را روایت می‌کند. این فیلم در ۲۹ مهر ۱۴۰۰ به عنوان نماینده سینمای ایران برای رقابت در نود و چهارمین دوره جوایز اسکار معرفی شد. اما در نهایت نتوانست به جمع پنج نامزد نهایی راه یابد.
قهرمان برای نخستین بار در ۱۳ ژوئیهٔ ۲۰۲۱ در جشنوارهٔ فیلم کن ۲۰۲۱ به نمایش درآمد و در آنجا مشترکاً با کوپه شماره ۶ ساختهٔ یوهو کاسمانن موفق به کسب جایزه بزرگ هیئت داوران از جشنواره کن شد. قهرمان بر پایهٔ نقد ۱۵۹ منتقد امتیاز ۹۶٪ را از بازبینی جمعی وبگاه راتن تومیتوز و بر پایهٔ نقد ۳۹ منتقد نمره ۸۲٪ را از وبسایت متاکریتیک کسب کرده‌است.

## خلاصهٔ داستان
رحیم سلطانی به‌طور موقت برای دو روز از زندان آزاد می‌شود تا بدهی ۱۵۰ میلیون تومانی‌اش به بهرام را پرداخت کند. او و فرخنده، دوست دخترش، کیف دستی گمشده‌ای که چند سکه طلا در آن است پیدا می‌کنند و می‌خواهند سکه‌ها را بفروشند، اما با کاهش شدید قیمت طلا نمی‌توانند پول کافی جمع کنند. رحیم پیش خواهرش ملیل و شوهرش حسین می‌رود و مدتی آنجا می‌ماند.
ملیل کیف و سکه‌ها را پیدا می‌کند و از رحیم سؤال می‌کند. این موضوع باعث می‌شود رحیم دنبال صاحب واقعی کیف بگردد و آن را به او بازگرداند. وقتی صاحب کیف می‌آید و رحیم می‌گوید خودش کیف را پیدا کرده، مردم او را به خاطر صداقتش تحسین می‌کنند و خبرش در رسانه‌ها پخش می‌شود. رحیم دوباره به زندان برمی‌گردد، اما حالا چهره‌ای شناخته شده شده است. بهرام شک دارد و فکر می‌کند رحیم می‌خواهد با این ترفند زودتر آزاد شود.
در مراسم خیریه‌ای که برای کمک به رحیم برگزار شده، بهرام عصبانی می‌شود وقتی می‌فهمد پول کمی جمع شده و توضیح می‌دهد که خودش به رحیم پول داده و حالا طلبکار است. با این حال، به خاطر پسرش سیاوش، موافقت می‌کند رحیم آزاد شود.
وقتی رحیم دنبال کار می‌گردد، می‌شنود شایعاتی درباره داستان کیف منتشر شده. او تلاش می‌کند زن صاحب کیف را پیدا کند اما موفق نیست. به همین خاطر با کمک ملیل، فرخنده نقش او را بازی می‌کند تا داستان رحیم را ثابت کنند. مدیر استخدام اما پیامکی را نشان می‌دهد که رحیم قبل از پیدا کردن کیف، پیشنهاد پرداخت نصف بدهی را داده و همین باعث رد درخواستش می‌شود.
رحیم مطمئن است بهرام این پیام را لو داده و با او در چاپخانه برخورد می‌کند، اما بهرام انکار می‌کند. وقتی بهرام رحیم را به سوءاستفاده از پسرش متهم می‌کند، رحیم عصبانی شده و به او حمله می‌کند، اما دیگران دخالت می‌کنند و پلیس می‌آید. فرخنده می‌رسد و باعث می‌شود بهرام او را آزاد کند.
بعد، سازمان خیریه به رحیم خبر می‌دهد ویدیویی منتشر شده که رابطه رحیم و فرخنده و درگیری رحیم با بهرام را نشان می‌دهد و تهدید می‌کنند اگر بدهی کامل پرداخت نشود، ویدیو را پخش می‌کنند. رحیم مجبور می‌شود حقیقت ماجرا را بگوید و سازمان پول جمع شده را نمی‌دهد. پول جمع شده برای آزادی مردی که در آستانه اعدام است صرف می‌شود. فرخنده اعلام می‌کند این تصمیم از طرف رحیم بوده تا آبروی او حفظ شود.
ویدیوی نازنین منتشر می‌شود و خانواده فرخنده رابطه او با رحیم را نمی‌پذیرند. وقتی رحیم تلاش می‌کند جلوی انتشار ویدیویی که پسرش را مجبور به گریه کرده بگیرد، با مأمور آزادی مشروط درگیر می‌شود و در نهایت مأمور ویدیو را پاک می‌کند. صبح روز بعد، رحیم همراه فرخنده و سیاوش به زندان بازمی‌گردد تا باقی مدت محکومیتش را بگذراند.

## بازیگران
- امیر جدیدی در نقش رحیم
- محسن تنابنده در نقش بهرام
- فرشته صدرعرفایی در نقش رادمهر
- سارینا فرهادی در نقش نازنین
- سحر گلدوست در نقش فرخنده
- صالح کریمایی در نقش سیاوش
- علیرضا جهاندیده در نقش برادرزن رحیم
- علی حسن نژاد رنجبر در نقش راننده تاکسی

## تولید و پخش
قهرمان در خرداد ۱۳۹۹ وارد مرحله پیش‌تولید شد و فیلم‌برداری آن پس از ۷۵ جلسه در ۲ دی ۱۳۹۹ به پایان رسید. سپس تدوین آن را هایده صفی‌یاری آغاز کرد. آمازون استودیوز حق پخش قهرمان را در ایالات متحده آمریکا در اختیار دارد. همچنین شرکت فرانسوی ممنتو پیکچرز، تهیه‌کنندگی و فروش بین‌المللی قهرمان را برعهده داشته که این فیلم را در فرانسه نیز اکران کرد. به علاوه، شرکت «لاکی رد» نیز فیلم فرهادی را در ایتالیا اکران کرد. قهرمان در بخش مسابقهٔ جشنوارهٔ فیلم کن در فرانسه برای نخستین‌بار به نمایش درآمد و جایزهٔ بزرگ هیئت داوران جشنواره فیلم کن را از آن خود کرد.

## اتهام نقض حقوق مؤلف
آزاده مسیح‌زاده، یکی از هنرجویان کارگاه فیلم‌سازی اصغر فرهادی در تهران به دلیل سرقت ادبی از طرح فیلم مستند او از سوی فرهادی در فیلم قهرمان به دادگاه شکایت کرد که باعث صدور قرار از سوی بازپرسی به اتهام نقض حقوق مؤلف و دادگاهی شدن اصغر فرهادی شد. مسیح‌زاده گفته بود که موضوع فیلم بر پایه مستند 《دو سر برد، دو سر باخت》 او ساخته شده است.
اصغر فرهادی در کنفرانس خبری هیئت داوران جشنواره فیلم کن ۲۰۲۲ برای نخستین‌بار در این باره توضیح داد.
در اسفند ۱۴۰۲ اصغر فرهادی از اتهام نقض حقوق مؤلف تبرئه شد.

## از نگاه منتقدان
- پیتر بردشاو از مجلهٔ گاردین به فیلم سه ستاره از پنج داد و نوشت: قهرمان، عملکرد موفقش را مدیون بازی هوشمندانه امیر جدیدی در نقش رحیم است؛ پدری طلاق‌گرفته که تازه با مرخصی دو روزه از زندان آزاد شده و بابت بدهی حبس بوده‌است. او مردی است با لبخندی درخشان و درعین‌حال عجیب و همراه با ناامیدی؛ شبیه یکی از فرودستان آثار چارلز دیکنز.»[۲۱]
- مسعود فراستی در ویدیویی یک دقیقه‌ای در جمعی از شاگردانش گفت:«قهرمان فیلم بدی نیست. فیلمی است بیچاره و مفلوک بدتر از فروشنده. آنقدر مفلوک که جایزه را گدایی می‌کند و بی‌همه‌چیز است. قهرمان یک تله‌فیلم بسیار ضعیف و عقب‌مانده‌است.»[۲۲]

### رکورد شکنی
استودیو آمازون در صفحه اینستاگرامش نوشت: «اکنون قهرمان رتبه نخست را در میان فیلم‌های غیرانگلیسی‌زبان آمازون از آن خود کرده‌است. تبریک به اصغر فرهادی که بهترین رکورد تاریخ آمازون در این دسته را به نام خود ثبت کرد.»

## جوایز و نامزدی‌ها
| سال  | جایزه                            | دسته                              | نامزدی                         | نتیجه    |
| ---- | -------------------------------- | --------------------------------- | ------------------------------ | -------- |
| ۲۰۲۱ | جشنواره کن                       | نخل طلا                           | اصغر فرهادی                    | نامزدشده |
| ۲۰۲۱ | جشنواره کن                       | جایزه بزرگ                        | اصغر فرهادی                    | برنده    |
| ۲۰۲۱ | جشنواره کن                       | فرانسوا شاله                      | اصغر فرهادی                    | برنده    |
| ۲۰۲۱ | جوایز اسکرین آسیا پاسیفیک        | بهترین فیلم بلند                  | الکساندر ماله-گی و اصغر فرهادی | نامزدشده |
| ۲۰۲۱ | جوایز اسکرین آسیا پاسیفیک        | دستاورد در کارگردانی              | اصغر فرهادی                    | برنده    |
| ۲۰۲۱ | جوایز اسکرین آسیا پاسیفیک        | بهترین فیلم‌نامه                   | اصغر فرهادی                    | نامزدشده |
| ۲۰۲۱ | جوایز اسکرین آسیا پاسیفیک        | بهترین بازیگر                     | امیر جدیدی                     | نامزدشده |
| ۲۰۲۱ | سمینسی                           | بهترین فیلم                       | اصغر فرهادی                    | نامزدشده |
| ۲۰۲۱ | جشنواره فیلم مونتکلر             | بهترین روایت                      | اصغر فرهادی                    | نامزدشده |
| ۲۰۲۱ | جشنواره فیلم مستقل سانتا فه      | بهترین روایت                      | اصغر فرهادی                    | برنده    |
| ۲۰۲۱ | جایزه حافظ                       | بهترین فیلم                       | الکساندر ماله-گی و اصغر فرهادی | برنده    |
| ۲۰۲۱ | جایزه حافظ                       | بهترین کارگردان – فیلم            | اصغر فرهادی                    | برنده    |
| ۲۰۲۱ | جایزه حافظ                       | بهترین فیلم‌نامه – فیلم            | اصغر فرهادی                    | برنده    |
| ۲۰۲۱ | جایزه حافظ                       | بهترین بازیگر مرد – فیلم          | امیر جدیدی                     | برنده    |
| ۲۰۲۱ | جایزه حافظ                       | بهترین بازیگر مرد – فیلم          | محسن تنابنده                   | نامزدشده |
| ۲۰۲۱ | جایزه حافظ                       | بهترین بازیگر زن – فیلم           | سحر گلدوست                     | نامزدشده |
| ۲۰۲۱ | جایزه حافظ                       | بهترین تصویربرداری – فیلم         | علی قاضی                       | نامزدشده |
| ۲۰۲۱ | جایزه حافظ                       | بهترین تدوین – فیلم               | هایده صفی‌یاری                  | برنده    |
| ۲۰۲۲ | هفتاد و نهمین مراسم گلدن گلوب    | بهترین فیلم غیر انگلیسی‌زبان       | اصغر فرهادی                    | نامزدشده |
| ۲۰۲۲ | جشنواره فیلم پالم اسپرینگز       | بهترین بازیگر مرد– فیلم بین‌المللی | امیر جدیدی                     | برنده    |
| ۲۰۲۲ | جشنواره فیلم پالم اسپرینگز       | جایزه فیپرشی: بهترین فیلمنامه     | اصغر فرهادی                    | برنده    |
| ۲۰۲۲ | جشنواره فیلم پالم اسپرینگز       | جایزه پُلی بر فراز مرزها           | اصغر فرهادی                    | برنده    |
| ۲۰۲۲ | جشنواره فیلم کلوترودیس           | بهترین بازیگر مرد                 | محسن تنابنده                   | نامزدشده |
| ۲۰۲۲ | جشنواره فیلم کلوترودیس           | جایزه بهترین کارگردانی            | اصغر فرهادی                    | نامزدشده |
| ۲۰۲۲ | جشنواره فیلم کلوترودیس           | جایزه بهترین تدوین                | هایده صفی یاری                 | نامزدشده |
| ۲۰۲۲ | نخستین دوره جشن کانون کارگردانان | بهترین کارگردانی فیلم سینمایی     | اصغر فرهادی                    | برنده    |